# Indische Cricket-Nationalmannschaft in den West Indies in der Saison 1996/97
Die Tour der indischen Cricket-Nationalmannschaft in die West Indies in der Saison 1996/97 fand vom 6. März bis zum 3. Mai 1997 statt. Die internationale Cricket-Tour war Bestandteil der Internationalen Cricket-Saison 1996/97 und umfasste fünf Tests und vier ODIs. Die West Indies gewannen die Test-Serie 1–0 und die ODI-Serie 3–1.

## Vorgeschichte
Die West Indies spielten zuvor eine Tour in Australien, Indien eine Tour in Simbabwe.
Das letzte Aufeinandertreffen der beiden Mannschaften bei einer Tour fand in der Saison 1994/95 in Indien statt.

## Stadien
Die folgenden Stadien wurden für die Tour als Austragungsort vorgesehen.
| Stadt         | Land                           | Stadion                   | Kapazität | Spiele               |
| ------------- | ------------------------------ | ------------------------- | --------- | -------------------- |
| Bridgetown    | Barbados                       | Kensington Oval           | 11.000    | 3. Test; 4. ODI      |
| Georgetown    | Guyana                         | Bourda Cricket Ground     | 25.000    | 5. Test              |
| Kingston      | Jamaika                        | Sabina Park               | 20.000    | 1. Test              |
| Kingstown     | St. Vincent und die Grenadinen | Arnos Vale Stadium        | 18.000    | 3. ODI               |
| Port of Spain | Trinidad und Tobago            | Queen’s Park Oval         | 25.000    | 2. Test; 1. & 2. ODI |
| St. John’s    | Antigua und Barbuda            | Antigua Recreation Ground | 12.000    | 4. Test              |

## Kaderlisten
Die folgenden Kader wurden von den Mannschaften benannt.
| Test | Test | ODI | ODI |
| West Indies | Indien | West Indies | Indien |
| --- | --- | --- | --- |
| - Curtly Ambrose - Ian Bishop - Courtney Browne - Sherwin Campbell - Shivnarine Chanderpaul - Mervyn Dillon - Roland Holder - Carl Hooper - Brian Lara - Junior Murray - Franklyn Rose - Courtney Walsh - Stuart Williams | - Mohammad Azharuddin - Rahul Dravid - Dodda Ganesh - Sourav Ganguly - Ajay Jadeja - Sunil Joshi - Anil Kumble - Abey Kuruvilla - VVS Laxman - Nayan Mongia - Venkatesh Prasad - Navjot Sidhu - Sachin Tendulkar | - Jimmy Adams - Curtly Ambrose - Ian Bishop - Courtney Browne - Shivnarine Chanderpaul - Ottis Gibson - Roland Holder - Carl Hooper - Brian Lara - Franklyn Rose - Stuart Williams - Courtney Walsh | - Mohammad Azharuddin - Noel David - Rahul Dravid - Ajay Jadeja - Sourav Ganguly - Sunil Joshi - Saba Karim - Anil Kumble - Abey Kuruvilla - Nayan Mongia - Venkatesh Prasad - Navjot Sidhu - Robin Singh - Sachin Tendulkar |

## Tests

### Erster Test in Kingston
| 6. – 10. März Scorecard | Kingston | West Indies 427 (137.4) & 241 (66) | – | Indien 346-4 (146.5) & 99-2 (48) |
|                         |          | Remis                              |   |                                  |

### Zweiter Test in Port of Spain
| 14. – 18. März Scorecard | Port of Spain | West Indies 296 (114.3) & 299-6 (131) | – | Indien 436 (183.4) |
|                          |               | Remis                                 |   |                    |

### Dritter Test in Bridgetown
| 27. – 31. März Scorecard | Bridgetown | West Indies 298 (98.4) & 140 (45) | – | Indien 319 (106) & 81 (35.5) |
|                          |            | West Indies gewinnt mit 38 Runs   |   |                              |

### Vierter Test in St. John’s
| 4. – 8. April Scorecard | St. John’s | West Indies 333 (110.4) | – | Indien 212-2 (69) |
|                         |            | Remis                   |   |                   |

### Fünfter Test in Georgetown
| 22. – 26. Juni Scorecard | Georgetown | Indien 355 (168.3) | – | West Indies 145-3 (30) |
|                          |            | Remis              |   |                        |

## One-Day Internationals

### Erstes ODI in Port of Spain
| 26. April Scorecard | Port of Spain | Indien 179 (48.3/49)              | – | West Indies 149-2 (27.5/33) |
|                     |               | West Indies gewinnt mit 8 Wickets |   |                             |

### Zweites ODI in Port of Spain
| 27. April Scorecard | Port of Spain | West Indies 121 (43.5/46)     | – | Indien 116-0 (23.1/40) |
|                     |               | Indien gewinnt mit 10 Wickets |   |                        |

### Drittes ODI in Kingstown
| 30. April Scorecard | Kingstown | West Indies 249-9 (50)          | – | Indien 231 (48.2) |
|                     |           | West Indies gewinnt mit 18 Runs |   |                   |

### Viertes ODI in Bridgetown
| 3. Mai Scorecard | Bridgetown | Indien 199-7 (50)                  | – | West Indies 200-0 (44.4) |
|                  |            | West Indies gewinnt mit 10 Wickets |   |                          |